# БГК-334
БГК-334 (раніше — ГПБ-334) — великий гідрографічний катер,пр. 1896.

## Історія
Даний катер належить до великої серії гідрографічних катерів проекту 1896. Катери даної серії були побудовані в період з 1965 по 1977 рр. Спочатку вони класифікувалися як гідрографічні промірні боти (ГПБ). Призначені для роботи на рейдах в гаванях і в гирлах річок.
БГК-334, проект 1896, побудовано у 1974 році на СЗ “Вымпел” (ССЗ №341), м. Рибинськ. З 1994 по 1998 рр. був у складі ВМС ЗСУ України під номером U632.
01.03.1998 р катер був переданий ДП «Держгідрографія" без зміни назви.